# Буковац (Добој)
Буковац је насељено мјесто у граду Добој, Република Српска, БиХ. Према попису становништва из 2013. у насељу је живјело 178 становника.

## Становништво
| Демографија | Демографија | Демографија |
| Година      | Становника  | Становника  |
| ----------- | ----------- | ----------- |
| 1948.       | 623         |             |
| 1953.       | 657         |             |
| 1961.       | 696         |             |
| 1971.       | 831         |             |
| 1981.       | 758         |             |
| 1991.       | 664         |             |
| 2013.       | 178         |             |